# Zdravko Čolić
Zdravko Čolić (Sarajevo, 30 de mayo de 1951) es un cantante bosnio de Bosnia y Herzegovina, muy popular en todos los estados de la antigua Yugoslavia. Está casado, tiene dos hijas y actualmente vive en Belgrado (Serbia). Ha sido descrito como "el Tom Jones de Serbia".

## Biografía
En su juventud, Zdravko mostró un temprano interés en el deporte y jugó en el FK Željezničar Sarajevo antes de pasar al atletismo.
Čolić es licenciado en economía por la Universidad de Sarajevo.

### Carrera artística
Desde su juventud, Zdravko Čolić se interesó por la música.
Después de graduarse de la escuela secundaria en 1969, se unió al grupo Ambasadori, que ya tenía cierta notoriedad. Dejó el grupo en 1970 para formar el conjunto Novi ambasadori. En 1971 dejó su ciudad natal para establecerse en la capital, Belgrado, para unirse a un nuevo grupo, Korni. Sin embargo, la colaboración duró muy poco tiempo.
Zdravko Čolić comenzó su carrera como solista en 1972
Tras ganar el festival de Opatija con la canción "Gori vatra" (El fuego arde), obtuvo el derecho a representar a Yugoslavia en Eurovision 1973, celebrado en Luxemburgo. La canción obtuvo el decimoquinto puesto, no obstante se convirtió en un gran éxito en Yugoslavia y propulsó al cantante por el camino de la fama.
Čolić vivió durante algunos años en Zagreb antes de regresar a Belgrado en 1990, donde todavía vive. Después de las Guerras de Yugoslavia y un largo descanso, comenzó su regreso a los escenarios y recuperó parte de su popularidad.

## Discografía
- Ti i ja (1975)
- Ako priđeš bliže (1977)
- Zbog tebe (1980)
- Malo pojačaj radio (1981)
- Šta mi radiš (1983)
- Ti si mi u krvi (1984)
- Rodi me majko sretnog (1988)
- Da ti kažem šta mi je (1990)
- Kad bi moja bila (1997)
- Okano (2000)
- Čarolija (2003)
- Zavičaj (2006)
- Kad pogledaš me preko ramena (2010)
- Vatra i barut (2013)
- Ono malo sreće (2017)